# スピーシーズ3 禁断の種
『スピーシーズ3 禁断の種』（スピーシーズスリー きんだんのしゅ、原題：Species III）は、2004年にアメリカ合衆国で製作されたSFホラー映画。

## 概要
『スピーシーズ 種の起源』（1995年）、『スピーシーズ2』（1998年）に続くシリーズ第3作。劇場公開された前2作とは異なり、2004年11月27日にアメリカ合衆国のテレビ局・Syfyで放映されたTVムービーである。
日本では東京国際ファンタスティック映画祭正式出品作品として2005年6月18日に特別公開された。2005年11月2日に20世紀フォックス ホーム エンターテイメント ジャパンから日本語吹き替え版を収録したDVD（規格品番：MGBSY-28839）が発売されている。
エイリアンのパトリックが暴れた前作のラストから始まる話で、シリーズ第1作ではエイリアンのシル、第2作ではシルのクローンであるイヴ役で出演したナターシャ・ヘンストリッジが、再びイヴ役で特別出演。その他の前シリーズまでの生存者は登場せず、代わりに1作目の研究所長フィッチの助手を務めていたという設定のアボット博士、イヴとパトリックとの間に生まれた娘サラ、アボットの助手として引き抜かれた大学生のディーンの3名が新キャラクターとして登場する。

## ストーリー
人間とエイリアンの混合種を創造するフィッチ博士の計画に携わった科学者ブルース・アボットは、狂暴な大型エイリアンパトリックと戦って力尽きたイヴの身体を軍の救急車で運んでいた。パトリックと交尾した際、射精されていたイヴの子宮は膨張し始め、車内で出産を始める。イヴは子供を産んでいる最中に、車の後部に同乗していたパトリックの子供ポルトゥスに絞殺され、アボットはイヴから産まれた女児を抱えて逃走した。政府のエージェントのワサックは、出産の痕跡があるイヴの遺体を焼却するよう命じる。
大学で生化学の教鞭を取っているアボットは、イヴの娘にサラと名付けて、自宅の地下研究室で育てていた。かつて上司のフィッチ博士が進めていた研究を知るアボットは、サラの卵子から新たな純血種を生み出し、科学的な名声を得ようとしていたのだ。そのアボットの家に危篤状態で衰えた大人のポルトゥスが訪ねてくる。彼の血液を調べたアボットは、免疫力の低下で身体が弱っていることに気付く。ポルトゥスは自分と同じ症状の仲間がまだいることを話し、サラに会わせろと言いつつ死亡した。アボットは新型の核融合炉開発を進めていた大学の教え子ディーンに、サラのDNA研究を手伝うよう求める。ディーンは学部長のニコラス・ターナーから研究資金の奨学金を打ち切られて困窮しており、サラの研究に手を貸せば、見返りに名声で得た賞金の一部を与えるというアボットと組むことにする。
アボットの留守中に少女のサラは繭になって成人女性の姿に孵化した。全裸のサラはアボットの上司ニコラスを性的に誘惑した後、エイリアン形態で彼を殺害し、交尾相手を求めて大学のキャンパスへ向かう。サラと接触した混合種のヨゼフは、彼女とセックスをしようと襲うが、行為前に拒絶される。アボットはディーンに、フィッチと政府が関与した異星生物を作る“アテナ計画“の全容と、エイリアンのDNAに冒された宇宙飛行士が、人間の女性とセックスをして産ませた混合種の話をする。短命な混合種はシルと交尾することで、自分たちの強い種を残そうとしているらしい。その時、エイリアン形態のヨゼフが地下研究室に現れ、サラを犯そうとした。ヨゼフはアボットに致命傷を負わせた後、塩化水素ガスを浴びたことで死亡する。瀕死のアボットは、自分の研究を引き継ぐようディーンに頼んでこと切れた。
ディーンのルームメイトのヘイスティングスは、アダルトサイトを通じて生化学者とデートしたいという女性アメリアとコンタクトを取る。ディーンの研究ノートを盗み読みし、何かのDNA研究をしていることを知ったヘイスティングスは、ディーンのノートの詳細をアメリアに伝えていた。ヘイスティングが新種のスピーシーズ、サラのことを知っている確信を得たアメリアは、ヘイスティングを拉致してアボットの地下研究室に連れて行く。アメリアは混合種を救うための強い交配相手を、サラの卵子から作るようヘイスティングに強要した。アテナ計画と今回の事件の繋がりを掴んだワサックは、車でディーンを拾ってヘイスティングの救出を手助けする。
サラとアメリアに追われながら、ワサックたちの車は、ディーンが働いていた実験用発電所へと向かう。サラから採取した卵子を収めた容器を狙ってアメリアがディーンを襲うが、サラはディーンを助けるために応戦。ディーンは自分が研究を重ねた炉心にアメリアを閉じ込めようとするが、メルトダウンで大爆発する危険がある。アメリアは卵子の容器をシャフトの底に落としてしまい、ディーンを殺そうとするが、サラはアメリアを突き落として辛くも勝利する。事件から3週間後、ディーンは混合種の細胞から人間のDNAだけを取り除いた健康な男児を作る。サラは自分の卵子から作られた男とはDNAが近すぎて交われない。サラが孤独にならないよう男の伴侶を作るためだった。2人が交尾して繁殖したらどうするんだ、とヘイスティングスは心配する。しかし逞しく成長した混合種の若者は、性染色体を調整され、性交をしても女性を妊娠させられないという。サラと青年は2人で旅に出た。

## 登場人物
ブルース・アボット
演 - ロバート・ネッパー
1作目で犠牲になったザビエル・フィッチの下で助手を務めていた。サラの卵子を使った新たな純血種を生み出すことで、名声を得ようと目論む。終盤、混合種のヨゼフに襲われて致命傷を負い、ディーンにサラを託し息を引き取った。遺体はディーンの手で、硝酸アンモニウムと過塩素酸の発火を利用した火葬で荼毘に付された。
ディーン
演 – ロビン・ダン
大学と市の契約で作られた新型の核融合炉「トカマク装置」の研究を進めていた大学生。大学ではアボットの教え子でもある。学部長のターナーに研究の資金提供を打ち切られたところをアボットに引き抜かれ、新たな純血種を生み出す研究に身を投じる。事件を通して次第にサラに魅了されて行く。事件に決着がついた後はサラのために、生殖用遺伝子を調整した不妊体質の混合種の男児を生みだす。
サラ
演 – サニー・メイブリー（少女期：サヴァンナ・フィールズ）
イヴとパトリックとの間に生まれた子供。イヴと同様に理知的な性格だが、男性を誘惑する際、自分の意にそぐわないことになると躊躇なく殺害する。終盤、アメリアと共に核融合炉に転落したかに見えたが生還。その後、ディーンが混合種のDNAから作り出したエイリアンの青年と共に旅立っていた。
イヴ
演 - ナターシャ・ヘンストリッジ
1作目のエイリアン、シルのクローンの生命体。同種族のエイリアン、パトリックと戦って致命傷を負い、軍の救急車で搬送中にサラを産み落とす。その直後にパトリックの子供ポルトゥスに絞殺され、遺体は解剖されたのちに軍の施設で焼却処分された。
ワサック
演 - マイケル・ウォーレン
政府直属のエージェントで、エイリアンの存在を否定し、彼らの絶滅のためにディーンに協力する。素性を伏せるため、ディーンには「リムジンの運転手」と名乗っている。発電所への潜入にも同行し、すべてが終わった後、サラに殺害されたターナーに罪をなすり付け、ディーンたちの行動を不問にした。
ヘイスティングス
演 - J・P・ピトック
ディーンのルームメイト。ネットを介して知り合ったアメリアに拉致され、サラの卵子から純血種を生み出す研究に協力させられるが、ワサックの機転で窮地を脱す。終盤の発電所への潜入にも同行した。
混合種
前作でエイリアンのパトリックと交尾した人間の女性から産まれた、ヒトとエイリアンの混血。免疫力が低く、成長後に病気を発症しており、強い種族を作るべくサラと交配しようとする。
ポルトゥス
演 – ジョエル・ストファー （少年期：クリストファー・R・ギラム）
前作『スピーシーズ２』のラストシーンで、イヴと共に救急搬送車に乗っていた混合種。サラを保護しているアボットの家に成人の姿でたどり着き、サラを出すよう要求する。花粉から何かの病気を発症し、アボットの治療を受けている最中に苦しみだして絶命。死後、アボットとディーンに解剖された。
ヨゼフ
演 – ジェームズ・レオ・ライアン
2番目に登場した混合種の男性。ポルトゥスと同じく何らかの病気に侵され、多くのサプリメントを飲んでいた。交尾を迫ったサラに持病を気付かれて拒絶され、エイリアン形態でアボットの研究室を襲撃する。長い陰茎を伸ばしてサラをレイプしようとするが、ディーンに阻止され、アボットに致命傷を負わせた後にこと切れた。
アメリア
演 – アメリア・クック
混合種の女性。混合種の絶滅を回避するため、遺伝子操作の研究データを集めている。チャットで知り合ったヘイスティングスを利用し、純血種を生み出そうとした。サラの卵子を入れた容器を持つディーンを追って発電所核融合炉に落とされるも、サラを道連れにしようとして失敗。単身で融合炉へ落下していった。
ニコラス・ターナー
演 – クリストファー・ニーム
ディーンが通っている大学の教授で、発電所にある核融合炉へのアクセス権限を持つが、彼自身は研究に見切りをつけるなどワンマンぶりが目立つ。使途不明の金を使っているアボットの家に行き、全裸のサラと遭遇。彼女とセックスをしようとしたところ、エイリアン形態のサラに頭部を串刺しにされて死亡。遺体はアボットとディーンによって近くの沼に沈められた。

## 出演者
| 役名                 | 俳優                       | 日本語吹き替え                               |
| -------------------- | -------------------------- | -------------------------------------------- |
| ブルース・アボット   | ロバート・ネッパー         | 牛山茂                                       |
| ディーン             | ロビン・ダン               | 落合弘治                                     |
| サラ                 | サニー・メイブリー         | 湯屋敦子                                     |
| イヴ                 | ナターシャ・ヘンストリッジ | 湯屋敦子                                     |
| 少女サラ             | サヴァンナ・フィールズ     | 津村まこと                                   |
| ワサック             | マイケル・ウォーレン       | 小谷津央典                                   |
| ヘイスティングス     | J・P・ピトック             | 加瀬康之                                     |
| アメリア             | アメリア・クック           | 前田ゆきえ                                   |
| ポルトゥス           | ジョエル・ストファー       | 武虎                                         |
| ヨゼフ               | ジェームズ・レオ・ライアン |                                              |
| ニコラス・ターナー   | クリストファー・ニーム     | 井上文彦                                     |
| コリーン             | パトリシア・ベスーン       | すずき紀子                                   |
| その他               | N/A                        | 渡辺英雄 船木真人 上田燿司 勝田晶子 加藤将之 |
| 日本語版制作スタッフ |                            |                                              |
| 演出                 | 演出                       | 圓井一夫                                     |
| 字幕翻訳             | 字幕翻訳                   | 鎌田郁子                                     |
| 吹替翻訳             | 吹替翻訳                   | 余語健                                       |
| 制作                 | 制作                       | 東北新社                                     |

## スタッフ
- 製作総指揮 - フランク・マンキューソ・ジュニア[1]
- 監督 - ブラッド・ターナー（英語版）[1]
- 製作 - デヴィッド・ドウィギンス[1]
- 脚本 - ベン・リプリー（英語版）[1]
- 撮影 - クリスチャン・セルバルト（英語版）[1]
- 編集 - ジェームズ・カブレンツ（英語版）[1]
- 音楽 - エリア・クミラル（英語版）[1]
- 美術 - キャメロン・バーニー[1]
- 特殊メイク - ジョエル・ハーロウ[2]
- 特殊効果 - ジャレミー・アイエロ[2]
- アニマトロニクス・スーパーバイザー – ジェフ・ジングル[2]
- クリーチャー・エフェクト・スーパーバイザー – デヴィッド・モンジンゴ[2]
- クリーチャーデザイン -　ロブ・ヒンダースタイン[2]
- デジタルエフェクト・コーディネーター – デニス・ベランディ[2]
- スタントコーディネーター - ジム・ラモス・ヴィッカーズ[2]

## 製作
フランク・マンキューソ・ジュニアのもとにMGMから「ビデオリリース用に『スピーシーズ』の新作を作りたい」と電話で打診があり、本作の企画が動き出した。第3作の話を電話で聞かされたブラッド・ターナーは、もともとシリーズ第1作が好きだったことから監督を請けることにした。ターナーの話によると、前2作と比べて予算は控えめで、「おそらく『スピーシーズ2』の1/8程度だ」という。若者向けに作りたいと考えたマンキューソ・ジュニアは、前のシリーズでは同世代の俳優同士が少なかった反省から、23歳から24歳ほどの若手俳優を中心にキャスティングした。3作品を通じて参加した唯一のキャストであるナターシャ・ヘンストリッジは、MGMから「このシリーズに恩があるだろ？ 次も出演しろ」と言われ、「ノー！」と答えたという。主演のサニー・メイブリーは、『スピーシーズ』シリーズ第3作の話を所属事務所から聞かされ、オーディションに臨んだ。
スタジオ側は本作のエイリアンに、前2作のH・R・ギーガーとは違う方向性を求めた。予算や版権の問題ではなく、新種のスピーシーズであるサラを、第1作目のシルと変えるため変化を付けたいという理由だった。マンキューソ・ジュニアから独創的なデザインを求められたロブ・ヒンダースタインは、前作に囚われず、自分たちのオリジナルのクリーチャーを作ろうとした。監督のターナーは、ロブが描いたエイリアンのデザイン画を気に入り、原画にほぼ忠実なサラを作ることにした。
本作はHD24Pのデジタルビデオカメラで撮影された。撮影監督のクリスチャン・セルバルトは、最初からデジタルビデオカメラで撮れば、フィルムをビデオに変換する必要がなく、時間が短縮できコストも安く済むというスタジオ側の要望で採り入れたとのこと。現場では2台のHDカメラを回し、それを20インチのモニターに映しながら色味や映り具合を確認して、思い通りの調整が可能だった。プロダクション・デザイン担当のキャメロン・バーニーは、監督から“全てを不安げな雰囲気に”と依頼され、セットはどの場面も薄暗く、不気味な感じが出るよう心掛けた。
デニス・ベランディは、MGMの重役から“SFX満載のこの作品で良いチームが組める”と電話で誘われ、自分のポストプロダクション・スタジオであるミスターX社を率いて参加した。ベランディはロブ・ヒンダースタインと組んでSFX全般を担当。アクターを吊るすワイヤーを消す作業の他に、映画全体で100種類もの視覚効果を使った。ロブはエイリアン役のアクターの身体に合わせた薄い素材のスーツを考案し、動きやすさを前提にした。スタント用アクターが着用するゴム製スーツの他に、口やまぶたが開閉する上半身のみのアニマトロニクスのエイリアンも制作し、エイリアンのアップシーンに使われた。
混合種の女性役アメリア・クックは、本作で初めてのヌードシーンを演じた。廊下を歩いて裸のまま男性の横を通り過ぎる撮影で、特に大きな抵抗はなかったものの、スタジオいっぱいに人がいたため緊張した。アメリアは「下を向かなければ下着を履いてないことに気が付かないだろう」と自分に言い聞かせていた。スタジオでは誰が自分の裸を見るかだけしか考えなかったが、完成した作品を観た時に、不特定多数の誰もが映画やネット上で全裸の自分を観るということに気付いたという。

## 評価
『スピーシーズ3 禁断の種』は主に否定的な評を受けており、レビュー収集サイトのRotten Tomatoesでは、2024年時点で6件のレビューに基づいて17％の評価を得ている。フェニックス批評家協会のマイク・マッシーは、「裸で跳ね回り、絶えず交尾の機会を求めるブロンドの美女が現われます。しかし、この映画の繊細さは前2作よりもさらに低下し、エイリアンのライフサイクル、能力、防御、寿命、さらには最終的な動機までもが不明瞭になっています。いいですか？ 我々はこの道を以前に2回も歩いたことがあります」として、10点満点中1点を付けた。
映画評論家のデビッド・ヌセイルは、「『スピーシーズ2』が1998年の最悪の映画だったことを考えると、この映画は幸いなことに第2作目ほどは酷くなく、単に平凡なだけである。これがビデオスルー映画なのは、ヘンストリッジの出番が2分ぐらいで、明らかな低予算なことを考えれば、それほど驚きではない」と、前作ほど酷くないにせよ、誉めるべき点もないと書いた。『DVD TALK』では「パート 2 よりも理にかなった映画だが、結局のところ、新しい若いエイリアンの女性が新しい若いバストを添えているだけで、同じ古い手法の繰り返しだ。確かに“良い映画”とは言えないが、『スピーシーズ3』には、期待に応えられるセンスがある」と、ファンなら楽しめる要素があることを肯定的に取り上げている。

## 備考
次作『スピーシーズ4 新種覚醒』は、シリーズ第1作から本作までの3作品と話が繋がっておらず、エイリアンの設定のみを踏襲したオリジナル。ただし作中の台詞で、宇宙から未知のDNA配列信号が送信された第1作の事件に言及している。